# Artzenheim
Artzenheim es una comuna francesa, situada en el departamento de Alto Rin, en la región  de Alsacia.

## Historia
Artzenheim, que se localiza a 17 km al noreste de Colmar, capital del departamento fue fundado como resultado de la constitución de la abadía de Ebersmunster por el duque de Alsacia, Etichon, hacia el 670. Más tarde, fue propiedad de los condes de Werd bajo autoridad del emperador del Sacro Imperio Romano Germánico, que lo cedieron al obispado de Estrasburgo, permaneciendo como dependencia de estos desde 1325 hasta la Revolución francesa.

## Demografía
| 423 | 448 | 485 | 557 | 607 | 618 |
| Para los censos de 1962 a 1999 la población legal corresponde a la población sin duplicidades (Fuente: INSEE [Consultar]) |     |     |     |     |     |